# Bulgaria (Schiff, 1945)
Die Bulgaria war ein bulgarisches Frachtschiff aus der Gruppe der britischen Empire-Schiffe, das 1946 fertiggestellt wurde. Zunächst als Empire Flamborough im Dienst, fuhr es von 1946 bis 1948 als Vindeggen unter norwegischer und von 1948 bis zur Abwrackung 1976 unter bulgarischer Flagge.

## Bau und technische Daten
Das Schiff wurde auf Bestellung des Ministry of War Transport bei William Pickersgill & Sons Ltd. in Sunderland unter der Baunummer 277 auf Kiel gelegt und lief am 11. November 1945 mit dem Namen Empire Flamborough vom Stapel. Die Fertigstellung erfolgte im März 1946. Das Schiff war 122,22 Meter lang, 16,33 Meter breit und hatte einen Tiefgang von 7,01 Metern. Es war mit 4191 BRT bzw. 2262 NRT vermessen. Die Tragfähigkeit betrug 7235 tdw. Eine dreizylindrige Dreifach-Expansions-Dampfmaschine von John Brown & Company aus Clydebank ermöglichte über eine Schraube eine Geschwindigkeit von 11,0 Knoten.

## Geschichte

### BritischeEmpire Flamboroughund norwegischeVindeggen
Bereits vor der Fertigstellung für das Ministry of War Transport war vorgesehen, dass die Reederei Galbraith, Pembroke & Co Ltd. aus London die Bewirtschaftung der Empire Flamborough übernehmen sollte. Dazu scheint es nicht mehr gekommen zu sein und sehr bald stand der Verkauf des Schiffes an: 1946 erwarb die norwegische Rederiet Vindeggen A/S aus Oslo das Schiff für 4,9 Millionen Norwegische Kronen und gab ihm mit der Fertigstellung im März den Namen Vindeggen – das fünfte Schiff der Reederei mit diesem Namen. Das Schiff fuhr für einen schwedischen Charterer lediglich 12 Monate zwischen Skandinavien und südamerikanischen Ländern, dann verkaufte die Reederei die Vindeggen bereits wieder.

### BulgarischeBulgaria
Nach den Kriegsverlusten war auch Bulgarien nach dem Zweiten Weltkrieg auf der Suche nach Ersatz und hatte im April 1946 eine eigene Kommission gebildet, die in Schweden, Norwegen und Dänemark nach geeigneten Schiffen suchte. In Oslo wurde die Kommission auf die Vindeggen aufmerksam, die sich zu diesem Zeitpunkt allerdings auf Fahrt nach Südamerika befand. Ohne weitere Begutachtung kaufte sie das Schiff für 6,262 Millionen norwegische Kronen – deutlich mehr als sie den Vorbesitzer gekostet hatte. Nach der kurz zuvor erworbenen Rodina war es erst das zweite neue Schiff der bulgarischen Handelsflotte nach dem Zweiten Weltkrieg.
Mit Übernahme und Indienststellung in Trondheim am 1. Juli 1947 erhielt es den Namen Bulgaria und war damit nach der 1943 gesunkenen Bulgaria das zweite Schiff mit diesem Namen. Im Gegensatz zur Rodina wurde sie nicht mehr der Staatsreederei Societé Commerciale Bulgare de Navigation à Vapeur übergeben, da die Reedereien des Landes gerade verschmolzen und zur bevorstehenden Verstaatlichung den Namen Navigation Maritime Bulgare erhalten hatte. Unter der Schornsteinmarke der Navibulgar fuhr die Bulgaria bis zu ihrer Verschrottung, neuer Heimathafen wurde Warna.
Die erste Fahrt unter der neuen Flagge führte sie ins sowjetische Archangelsk. Damit war sie das erste bulgarische Schiff, das den Polarkreis passierte. Am 19. November 1947 erreichte sie erstmals ihr neues Heimatland, als sie im Hafen von Burgas einlief. In den nächsten Jahrzehnten nutze die Reederei das Schiff für Transporte in sämtliche Häfen der Sowjetunion im Schwarzen Meer sowie über die Nord- und Ostsee in europäische Länder. 1960 transportierte die Bulgaria auch Waffen für die Nationale Befreiungsfront Algeriens, die sie durch die französische Blockade nach Tanger in Marokko brachte. Nach 30 Dienstjahren wurde die Bulgaria 1976 aus der Flottenliste der Reederei gestrichen, im Juli 1976 begannen die Abwrackarbeiten bei Brodospas im jugoslawischen Split.